# 1951 في بيرو
فيما يلي قوائم الأحداث التي وقعت خلال عام 1951 في بيرو.

## رياضة
- 1 يناير – دوري الدرجة الثانية البيروفي 1951 الفائز Association Chorrillos [الإنجليزية]‏.

## مواليد

### فبراير
- 16 فبراير – خوان كارلوس أوبليتاس لاعب كرة قدم بيروفي.[1]

### مارس
- 30 مارس – ليليانا مايو

### أبريل
- 18 أبريل – لويس لوسا مخرج أفلام بيروفي.[2]

### مايو
- 6 مايو – كارلوس بوستامينت
- 30 مارس – ليليانا مايو

### يونيو
- 28 يونيو – والتر ألفا

### أغسطس
- 10 أغسطس – سلفادور سالغيرو لاعب كرة قدم بيروفي.

### أكتوبر
- 25 أكتوبر – غاستون أنطونيو زاباتا فيلاسكو

### نوفمبر
- 19 نوفمبر – برناردو فورت بريسكيا

### ديسمبر
- 21 ديسمبر – فيوريلا بونيسيلي لاعبة كرة مضرب أوروغوايانية.
- 23 ديسمبر – أوقستو بالاسيوس لاعب كرة قدم بيروفي.

## وفيات

### مارس
- 20 مارس – ريكاردو يونسيو إلياس أرياس (مواليد 1874)